# 吳威志
吳威志（1965年4月14日—），中華民國學者、政治人物，臺灣雲林縣人，國立雲林科技大學科技法律研究所教授。2009年因中國國民黨提名之張麗善臨時退出雲林縣縣長選舉，而以其清新學者身份被臨時徵召參選，但敗於民主進步黨籍縣長候選人蘇治芬，得票數為121,832、得票率34.63% 。2012年立委選舉被列為國民黨不分區最後一席，因歷年來任一黨得票率均不可能為100%，故理所當然落選。2016年立委選舉，又以高達7萬票的票差慘敗劉建國，得票率甚至不足三成，值得一提的是，當年劉建國於第二選區的得票數幾乎是2009年時吳威志競選縣長在全縣兩選區加總的得票數。。
2016年10月7日，不當黨產處理委員會召開首場聽證會，將認定中央投資公司與欣裕台公司是否為國民黨附隨組織；國民黨指派證人之一的吳威志不滿黨產會委員連番壓迫式逼問，退席抗議。
2018年12月，台中市長當選人盧秀燕邀請其擔任市府勞工局長；但2020年12月，因捲入桃色風波請辭獲准。

## 選舉紀錄
| 年度 | 選舉屆數               | 選舉區                                 | 所屬政黨   | 得票數  | 得票率 | 當選標記 | 備註 |
| ---- | ---------------------- | -------------------------------------- | ---------- | ------- | ------ | -------- | ---- |
| 2009 | 第十六屆雲林縣縣長選舉 | 雲林縣                                 | 中國國民黨 | 121,832 | 34.63% |          |      |
| 2012 | 第八屆立法委員選舉     | 全國不分區及僑居國外國民立法委員選舉區 | 中國國民黨 | 83,379  | 45.25% |          |      |
| 2016 | 第九屆立法委員選舉     | 雲林縣第二選舉區                       | 中國國民黨 | 46,494  | 26.17% |          |      |

## 家族
已婚，有2女。舅舅為前監委、省議會副議長黃鎮岳。